# غلاديشية صغيرة
غلاديشية صغيرة (الاسم العلمي:Gleditsia nana) هي نوع نباتي يتبع جنس الغلاديشية من فصيلة البقولية.